# Mikosze
Mikosze (niem. Mykossen, 1938–1945 Arenswalde) – wieś w Polsce położona w województwie warmińsko-mazurskim, w powiecie piskim, w gminie Orzysz. Mikosze leżą nad rzeką Orzyszą, przy drodze krajowej nr 16 na odcinku z Orzysza do Mikołajek. W latach 1975–1998 miejscowość administracyjnie należała do województwa suwalskiego.

## Nazwa
W dokumentach krzyżackich Mikuschen, Micoschen, (1516) Pannsker, Panszken, (1519) Banszki.
Na mapie Districtus Reinensis (1663) Józefa Naronowicza-Narońskiego - Mikosen.

Później Mikossen, Mykossen.

16 lipca 1938 roku ówczesna niemiecka władza nazistowska Prus Wschodnich dokonała zmiany historycznej nazwy Mykossen na Arenswalde.

Rozporządzeniem Ministrów: Administracji Publicznej i Ziem Odzyskanych z dnia 1 lipca 1947 r. nadano miejscowości obowiązującą nazwę Mikosze.

## Historia
Mikosze istniały już prawdopodobnie przed wojną trzynastoletnią i należały do wolnego Mikuscha. Wieś ponownie lokowana na 50 łanach. Dan w Królewcu r. 1468 w czwartek po śś. trzech królach. Nadawcą dóbr służebnych był ówczesny namiestnik zakonu krzyżackiego Henryk Reuss von Plauen. Nadał on Stanisławowi von der Bännsse (Pansse), Stentzel von der Baunsse (Pausse), Stanisławowi Pęckiemu (Pansche) oprócz 40 łanów należących wcześniej do Mikuscha dodatkowo 10 łanów – całość na prawie chełmińskim. Stanisław von der Bännsse został zobowiązany do jednej służby w lekkiej zbroi – Plattendienst, otrzymał też wyższe i niższe sądownictwo. Dostał również zgodę na budowę fortyfikacji, chodziło najprawdopodobniej o umocniony dwór. Wolni z Mikoszy otrzymali rybołówstwo w jeziorze Sajno (Saymo See).

Na początku XVI wieku w Mikoszach siedział Michał Garboffsky, najprawdopodobniej z mazowieckiej szlachty. Krzyżackie wykazy służb pieszych (Fussknechte) z 1519 roku wykazują w Mikoszach 5 służb. Z Mikoszy pochodził Bogusz Kosack, późniejszy sołtys Wierzbin. Mikoscy bartnicy płacili czynsz leśny od jednego boru, czyli kawałka lasu z 60 barciami. Mikosze należały najpierw do parafii okartowskiej, a po usamodzielnieniu się parafii w Orzyszu (ok. 1538 roku) do orzyskiej.

W 1637 roku osiedlił się tu członek wspólnoty braci polskich Franciszek lub Fryderyk Pułaski albo Pułkowski, syn Mikołaja. Przybył on z Polski i pieczętował się żubrzą głową – herbem nadanym mu przez Władysława IV. Szlachectwo Fryderyka stwierdzili swem świadectwem Stanisław, syn ś. p. Matyasza, Jan, syn ś. p. Macieja, Jakub, syn ś. p. Jerzego, Jan, syn ś. p. Rafała, Jan Albert, syn ś. p. Matyasza Pułaskich, oraz Baltazar, syn Michała Cwaliny, herbu Powały, jego wuj. W 1641 roku Fryderyk (Franciszek) Pułaski otrzymał potwierdzenie na 12 łanów w Mikoszach, ale najprawdopodobniej wkrótce zmarł, bo w następnym roku przeszły one w ręce Jana Pułaskiego.

Szkoła w Mikoszach powstała między 1786 a 1797 rokiem.

Według danych opublikowanych w 1822 roku w Mikoszach mieszkały 153 osoby. 
W 1857 roku wieś liczyła 248 mieszkańców, nauczycielem był Ludw. Paprodtke, a właścicielem ziemskim Benno Benediger.

Według danych z 1907 roku właścicielem 253 ha gruntów był Martin Arnswald. Od jego nazwiska powstała zgermanizowana nazwa wsi - Arnswalde.
W 1935 roku w szkole w Mikoszach dwóch nauczycieli uczyło 88 uczniów.
W 1933 roku wieś zamieszkiwały 420, a według spisu powszechnego z maja 1939 roku – 393 osoby.

## Zabytki
- Nieujęty w ewidencji dawny cmentarz ewangelicki. Najstarszy zachowany nagrobek: Marie Taubensee geb. Orlowski †1922.

## Turystyka
Od 1994 roku przez rzekę Orzyszę przebiega szlak kajakowy im. Michała Kajki z jeziora Zdedy do jeziora Śniardwy.